# Osteopatia
L'osteopatia (dal greco antico: ὀστέον?, ostéon, "osso" e πάθος, páthos, "sofferenza") è una terapia alternativa di carattere pseudoscientifico, non accettata dalla medicina, che consiste nella manipolazione di alcune parti del corpo, in particolare la schiena, il collo e la testa. L'OMS nelle sue linee guida inserisce l'osteopatia tra le medicine complementari.
Gli osteopati usano un approccio olistico nei confronti della cura e della guarigione dei pazienti, basato sull'idea che un essere umano rappresenti un'unità funzionale dinamica, nella quale tutte le parti sono interconnesse e che possiede dei propri meccanismi di autoregolazione e di autoguarigione.
Il corpo teorico su cui si fonda l'osteopatia e così la filosofia retrostante ha carattere pseudoscientifico come, ad esempio, la supposta relazione tra corpo e spirito. Tale terapia inoltre, allo stato della ricerca scientifica, non ha particolari evidenze di efficacia, e, in alcuni casi, alcune manovre possono risultare dannose o pericolose per la salute. Ha ricevuto molte critiche dalla comunità scientifica, che attualmente non riconosce l'osteopatia come una pratica clinica efficace e sicura. Secondo alcuni studi, una parte delle tecniche di manipolazione utilizzate nell'ambito dell'osteopatia porterebbero beneficio nel trattamento di pazienti con dolori lombo-sacrali, sebbene non sia chiaro il legame di tali benefici con l'effetto placebo. Per una serie di altre patologie è invece esplicitamente controindicata.
Dal punto di vista legale, in alcuni stati è definita professione sanitaria nei limiti, negli scopi e con le regole stabilite per la professione dalle norme regolamentari, in altri stati non è considerata professione sanitaria o non è disciplinata.

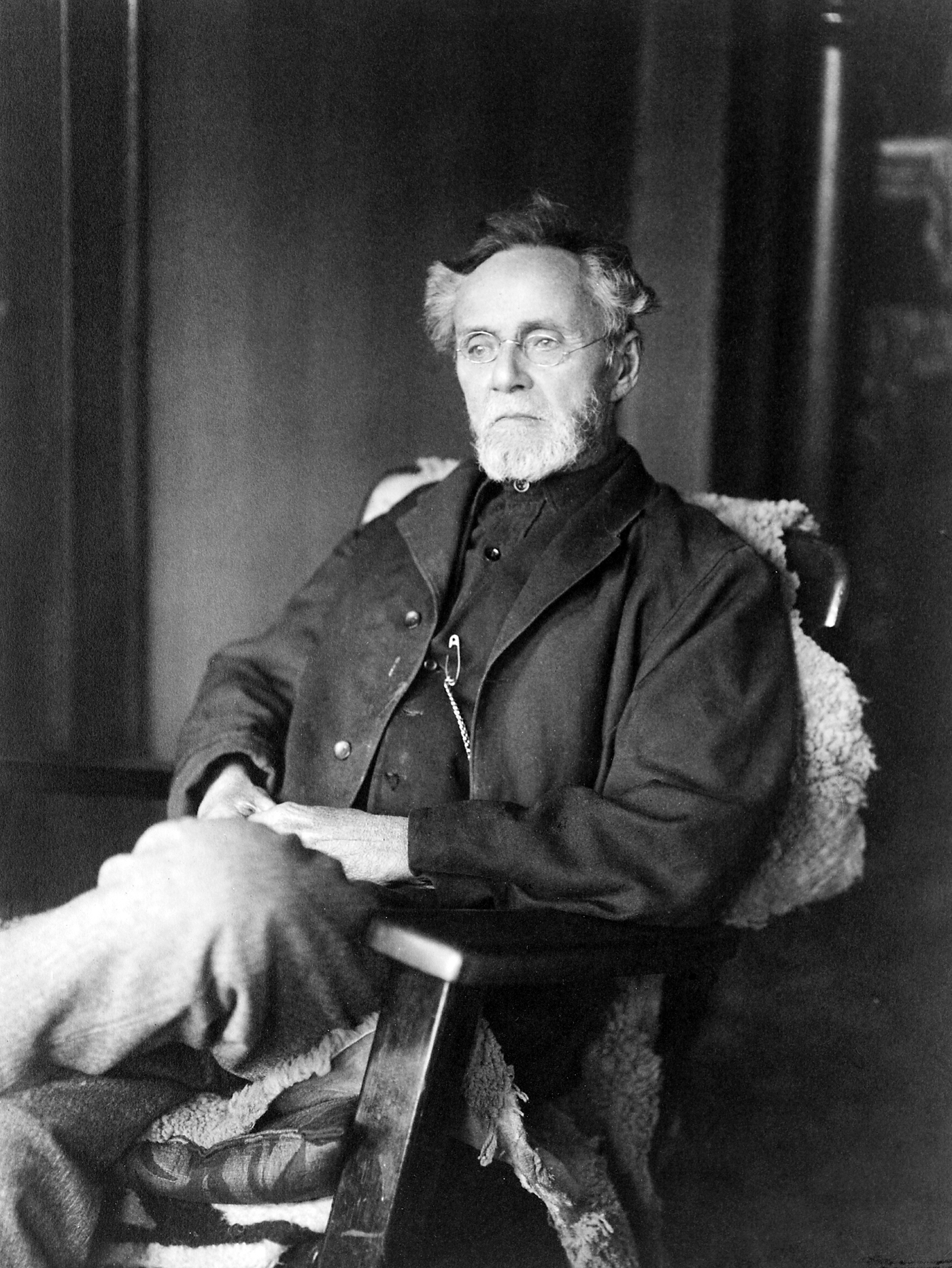
Andrew Taylor Still

## Storia
La pratica della medicina osteopatica iniziò negli Stati Uniti nel 1874. Il termine "osteopatia" fu coniato dal dottor Andrew Taylor Still, un medico nato nel 1828 nello Stato della Virginia. Still viveva in Kansas, vicino a Baldwin City, ai tempi della guerra civile americana, e proprio qui sviluppò la pratica dell'osteopatia.
Still imparò da apprendista, come accadeva per molti dei medici del tempo, e fu assunto come medico di guerra nell'esercito degli Stati Uniti durante la guerra civile. Gli orrori delle ferite nei campi da battaglia e la successiva morte della moglie e di diversi figli a causa di malattie infettive (anche meningite) lo lasciarono completamente disilluso riguardo alla pratica tradizionale della medicina.
Still sentiva le pratiche mediche del suo tempo come inefficaci, addirittura barbare. Preoccupato da ciò che considerava problemi all'interno della professione medica, Still fondò la pratica osteopatica.
Usando un approccio filosofico alternativo, si oppose all'uso dei farmaci e della chirurgia come rimedi, riservandone l'uso ai casi in cui fossero l'unica cura conosciuta per un certo disturbo, come un antidoto lo è per un veleno o l'amputazione per una gangrena.
Riteneva il corpo umano capace di curarsi da sé, e che il compito del medico fosse quello di rimuovere ogni impedimento alle normali funzioni di ogni individuo.
Promuoveva uno stile di vita e un'alimentazione salutare, astinenza da alcool e droghe, e usava tecniche manipolative per migliorare le funzioni fisiologiche.
Still diede alla sua nuova scuola medica il nome di "osteopatia", pensando che "la struttura" (osteon) fosse il punto di partenza dal quale si dovesse accertare la causa delle condizioni di patologia". Lo scopo dell'osteopatia era di "apportare dei miglioramenti ai correnti sistemi di chirurgia, ostetricia, e il trattamento delle malattie generiche". Il suo fondamento scientifico era la disciplina dell'anatomia. La sua filosofia si basava sulla comprensione dell'integrazione tra corpo, mente e spirito, l'interrelazione fra la struttura e la funzione, e la capacità del corpo di guarirsi da solo quando meccanicamente in salute. Il trattamento osteopatico deve essere una razionale applicazione di questi principi in una cura globale del paziente con un'attenzione particolare al sistema neuro-muscolo-scheletrico come parte integrante dei processi di salute e malattia. Nel tempo, Still, i suoi studenti e la sua facoltà svilupparono un programma medico-scolastico completo che includeva una serie di trattamenti fisici speciali, ora chiamati Trattamento Osteopatico Manipolativo (OMT). Il 10 maggio 1892 Still fondò la Scuola Americana di Osteopatia (ora Andrew Taylor Still University, Kirksville College of Osteopathic Medicine) a Kirksville, nel Missouri, per l'insegnamento della medicina osteopatica.
Alla fine dell'Ottocento, Still insegnava che la malattia (in inglese disease, inteso come dis-ease, ossia "dis"-"agio") sorgeva quando le ossa erano fuori posto e interrompevano il flusso del sangue e degli impulsi nervosi; concludeva quindi che si potevano curare le malattie manipolando le ossa per ripristinare il flusso interrotto. Still stimolava i suoi studenti a investigare su questi postulati. La ricerca iniziò a Kirksville nell'ultimo decennio dell'Ottocento e da allora è stata proseguita lì e in altri istituti osteopatici. L'A.T. Still Research Institute venne fondato nel 1913 e Louisa Burns, dottoressa osteopata, e altri svilupparono una rigorosa serie di indagini scientifiche sulle relazioni tra le disfunzioni muscolo-scheletriche e salute e malattia. Le critiche nei confronti di Still mostrano che egli non condusse personalmente mai alcun esperimento controllato per comprovare le proprie ipotesi; i suoi sostenitori dimostrarono che molti degli scritti di Still erano di carattere filosofico più che scientifico. Still mise in dubbio gli usi dei farmaci vigenti ai suoi tempi e guardò alla chirurgia come rimedio da "ultima spiaggia".
Nel 1898 l'American Institute of Osteopathy iniziò a pubblicare Journal of Osteopathy e all'epoca negli Stati Uniti quattro Stati la riconoscevano come professione.

## Principi osteopatici

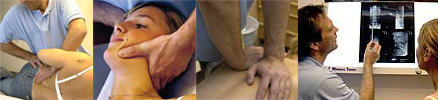
La pratica dell'osteopatia include la palpazione, la manipolazione delle ossa, dei muscoli, delle articolazioni e delle fasce

I sette più importanti principi dell'osteopatia, largamente accettati all'interno della comunità osteopatica:
1. Il corpo è una unità.
2. La struttura e la funzione sono reciprocamente inter-correlate.
3. Il corpo possiede dei meccanismi di autoregolazione (omeostasi).
4. Quando la normale adattabilità è interrotta, o quando dei cambiamenti ambientali superano la capacità del corpo di ripararsi da sé, può risultarne una disfunzione.
5. Il movimento dei fluidi corporei è essenziale al mantenimento della salute.
6. Il sistema nervoso autonomo gioca una parte cruciale nel controllare i fluidi del corpo.
7. Ci sono componenti somatiche della malattia che sono non solo manifestazioni della malattia, ma anche fattori che contribuiscono al mantenimento dello stato di malattia.

Questi principi non sono accettati dalla medicina moderna e risultano smentiti dalle conoscenze anatomo-fisiologiche attuali del corpo umano.

## Trattamento manipolativo osteopatico
Con il termine Trattamento Manipolativo Osteopatico (TMO) si fa riferimento all'insieme delle tecniche utilizzate dall'osteopata per trattare le disfunzioni muscolo-scheletriche, miofasciali, craniali e viscerali.

## Efficacia
Nel 2001 Gert Bronfort e altri ricercatori hanno dedotto dalla letteratura che le manipolazioni cervicali realizzate su pazienti sofferenti di cefalea sarebbero più efficaci del massaggio e che avrebbero degli effetti a breve termine paragonabili ai trattamenti profilattici abituali per le cefalee cervicogeniche o le emicranie. Ciononostante nello stesso studio si afferma che, prima di poter trarre conclusioni definitive, è necessario effettuare ulteriori test in studi rigorosamente progettati, eseguiti e analizzati con periodi di follow-up di durata sufficiente.
Una ricerca datata 2003 e un'altra datata 2004 dimostrarono che l'osteopatia non aveva effetti diversi da quelli di un placebo nel trattamento di certi dolori alla schiena cronici non specifici; gli autori hanno sottolineato comunque la difficoltà di prestare trattamenti placebo non terapeutici o antidolorifici, il che relativizza l'efficacia della ricerca stessa.
Nel 2005 una meta-analisi di sei studi randomizzati, che coinvolgeva una valutazione in cieco del trattamento del dolore alla schiena in ambulatorio avrebbe rilevato che il trattamento osteopatico manipolativo (OMT) ridurrebbe significativamente il dolore alla schiena. Ha altresì concluso che il livello di riduzione del dolore è maggiore di quanto ci si potrebbe aspettare dal solo effetto placebo e che persiste per almeno tre mesi. Tale meta analisi è stata però successivamente smentita da una seconda meta analisi del 2011 a causa dell'elevato rischio di bias.
Più in generale, i risultati di studi randomizzati e controllati non mostrano alcuna efficacia dell'osteopatia. Una revisione sistematica del 2011 rileva come manchino studi che ne attestino l'efficacia nella cura del dolore muscolo-scheletrico; parimenti una revisione del 2013 mostra come non esista prova che possa essere efficace per una qualsiasi patologia pediatrica.
Secondo il NYU Langone Medical Center, la ragione fondamentale della quantità poco rilevante di ricerche pubblicate sul trattamento osteopatico è l'impossibilità di fare studi sulla manipolazione osteopatica in doppio cieco e controllati con placebo, in quanto gli studiosi non possono rendere ciechi sia il terapeuta che il paziente.
Una ricerca sistematica del 2016 condotta da Nuria Ruffini e altri ricercatori riguardante il trattamento osteopatico in ambito ginecologico ed ostetrico, afferma che il basso numero di studi e l'elevato rischio di bias degli studi inclusi nella review stessa hanno impedito qualsiasi indicazione sull'effetto della cura osteopatica.

## Status dell'osteopatia nel mondo

### Australia
In Australia, gli osteopati devono avere una formazione universitaria di almeno cinque anni che vede tra le materie principali anatomia, fisiologia, patologia, diagnosi medica e tecniche osteopatiche. Sono anche formati per esami medici standard dei sistemi muscoloscheletrico, cardiovascolare, respiratorio e nervoso. I laureati in osteopatia hanno i titoli di Bachelor e Master. Gli osteopati lavorano in ambulatori privati e la maggioranza delle assicurazioni private coprono i trattamenti osteopatici. Inoltre, i trattamenti osteopatici sono coperti dal sistema sanitario pubblico australiano (Medicare).
Tre università pubbliche offrono ad oggi corsi di laurea in osteopatia: la RMIT University (The Royal Melbourne Institute of Technology), la Victoria University, e la Southern Cross University.

### Belgio
In Belgio l'iter di legalizzazione e regolamentazione si è avviato nel 2007 ma non è stato concluso.

### Canada
In Canada la regolamentazione dipende dalle province. Tutte le province - ad eccezione del Québec - proteggono il titolo di D.O. (doctor of osteopathic medicine) che hanno svolto la loro formazione negli Stati Uniti. Questi osteopati sono membri della Canadian osteopathic association (COA) che è in stretta correlazione con l'American Osteopathic Assocication (AOA). I DO canadesi formati negli USA hanno gli stessi privilegi dei medici.

### Francia
In Francia, secondo il codice di sanità pubblica, gli esercenti l'osteopatia non sono professionisti sanitari.
La legalizzazione dell'esercizio è avvenuto con la legge 303 del 4 marzo 2002 «Droit des malades et à la qualité du système de santé», detta anche legge Kouchner, in cui all'art. 75 si sancisce che: «L'uso professionale del titolo di osteopata o chiropratico è riservato a coloro che hanno un diploma che attesti una formazione specifica in osteopatia o chiropratica fornita da un ente di formazione autorizzato con decreto dal Ministro della salute.». Quindi, in Francia, l'osteopatia come la chiropratica e la psicoterapia è un titolo professionale e non una professione.
La regolamentazione dell'esercizio è avvenuta, invece, nel 2007 con il decreto presidenziale n. 435 che ha stabilito tra gli altri che «gli esercenti l'osteopatia sono autorizzati a praticare manipolazioni il cui unico scopo è quello di prevenire o correggere disturbi funzionali del corpo umano, escludendo le patologie organiche che richiedono interventi terapeutici, medici, chirurgici, farmaci o agenti fisici», che  «le manipolazioni sono di tipo muscolo-scheletrico e mio-fasciale, esclusivamente manuali ed esterne» e che «gli esercenti sono tenuti ad indirizzare il paziente verso un medico quando i sintomi richiedono una diagnosi o un trattamento medico, in caso di persistenza o aggravamento dei sintomi o qualora i disturbi presentati superino il loro campo di competenza».
Sempre nel 2007, con l'articolo 58 della legge finanziaria 2008, è stato stabilito che gli esercenti l'osteopatia non sono più soggetti al pagamento dell'IVA.
Nel 2014, la formazione in osteopatia è stata ulteriormente ridefinita con due decreti presidenziali e tre decreti ministeriali.
Per l'accesso alla formazione in osteopatia è sufficiente il possesso del diploma di maturità, ma abbreviazioni del percorso di formazione sono disciplinate per i professionisti sanitari che vi accedono (medici, chiropratici, fisioterapisti, ostetriche, ecc.).
La Francia risulta essere il Paese con il più alto numero di osteopati al mondo nonché quello ove si concentrano la maggioranza delle scuole di osteopatia.
Secondo il ROF (Registre des Ostéopathes de France) il numero di esercenti l'osteopatia al gennaio 2012 era di 17.156 individui.

### Germania
In Germania il percorso formativo in osteopatia rappresenta il proseguimento del percorso in Heilpraktiker HPS, figura professionale tedesca riconosciuta in ambito naturopatico ed a cui non è consentito di attuare o prescrivere metodiche allopatiche. Precedentemente fino al 1999 il percorso di Osteopatia era inserito nel proseguito della carriera professionale del fisioterapista, ma il collegamento della pratica al di fuori della pratica sanitaria ne è la naturale collocazione.

### Italia
Con l'approvazione del d.d.l. 1324 il 22 dicembre 2017 e la successiva pubblicazione in Gazzetta ufficiale della legge n. 3/2018, l'osteopatia è stata individuata dall'articolo 7 come nuova professione sanitaria; sono attesi i decreti interministeriali per la stesura del profilo professionale, del piano di studio per il corso di laurea e la definizione dei percorsi per la valutazione dei titoli equipollenti.
Il 25 giugno 2021 viene istituita ufficialmente la professione sanitaria dell'osteopata.
Il 29 Novembre 2023 viene istituito l’ordinamento didattico in osteopatia.
In Italia il laureato in osteopatia è un operatore sanitario, svolge interventi di prevenzione e mantenimento della salute (non di cura o riabilitazione) attraverso il trattamento osteopatico di disfunzioni somatiche non riconducibili a patologie nell'ambito dell'apparato muscolo scheletrico (non di altri apparati). In riferimento alla diagnosi di competenza medica e all'indicazione al trattamento osteopatico pianifica il trattamento e predispone modalità di trattamento selezionando approcci e tecniche osteopatiche esclusivamente manuali, non invasive, ed esterne. 
In alcune università italiane è stato istituito un corso di laurea in osteopatia, classificato come "Classe delle lauree in Professioni sanitarie della prevenzione" (L/SNT4).

### Islanda
L'osteopatia in Islanda è una professione sanitaria regolamentata. Per praticare l'osteopatia in Islanda, i professionisti devono richiedere una licenza per fare pratica presso la Direzione della Salute che detiene il Registro degli osteopati. Il titolo di osteopata è protetto dalla legge e può essere utilizzato solo nel Registro della salute. La Direzione della salute ha l'obbligo legale di sorvegliare la fornitura di assistenza sanitaria in Islanda.

### Liechtenstein
In Liechtenstein l'osteopatia è regolamentata con una legge dal 2008.

### Malta
A Malta l'osteopatia è una professione sanitaria regolamentata dal Council for Professions Complementary to Medicine.

### Portogallo
In Portogallo l'osteopatia è una professione sanitaria regolata dall'esercizio di applicazione professionale della legge sulle terapie non convenzionali 71/2013   e dall'ordinanza governativa n. 2707-B / 2014. Il titolo di Osteopata è protetto dalla legge, gli standard di pratica osteopatica in Portogallo sono stabiliti, mantenuti e sviluppati dall'ACSS - Amministrazione centrale del sistema sanitario, l'ente normativo responsabile della salute.

### Regno Unito
L'osteopatia è una professione sanitaria primaria nel Regno Unito ed è regolata dal Consiglio Osteopatico Generale (GOsC), come stabilito nella Legge sugli osteopati del 1993. Il GOsC mantiene il registro di coloro che sono qualificati per praticare l'osteopatia nel Regno Unito. Come parte di questo processo, il GOsC verifica che gli osteopati siano adeguatamente qualificati, abbiano un'assicurazione di responsabilità professionale corrente, rimangano in buona salute e di buon carattere e abbiano soddisfatto i requisiti obbligatori di sviluppo professionale continuo (CPD). Il titolo "osteopata" è protetto dalla legge e solo quelli inclusi nel Registro statutario sono autorizzati a praticare come osteopati, la pratica non registrata è un reato nel Regno Unito.

### Nord Europa
La Svezia, la Norvegia, la Finlandia e la Danimarca riconoscono dal 1994 un tronco comune di studi medici. Gli studenti, dopo tre anni di corso, possono scegliere una formazione ufficiale e riconosciuta in una medicina complementare come l'osteopatia.

#### Danimarca
In questo paese il 15 maggio 2018 lo stato con voto parlamentare all'unanimità ha riconosciuto l'osteopatia come professione sanitaria.
La legge L. 170,3 stabilisce che gli osteopati possono richiedere l'autorizzazione all'esercizio della professione a partire dal 1º luglio 2018.

### Spagna
In Spagna l'esercizio dell'osteopatia non è regolamentato.

### Stati Uniti
Oggi negli Stati Uniti gli osteopati (Doctor of Osteopathy) sono formati in college di medicina osteopatiaca e sono medici a tutti gli effetti e hanno gli stessi diritti e doveri dei Dottori in Medicina. Possono prescrivere farmaci, svolgere atti di chirurgia, iscriversi a tutte le specializzazioni mediche e così via. Non possono però portare il titolo di dottore, se non dopo aver registrato la modifica del titolo.

## Riferimenti normativi
- Art. 7 della legge 11 gennaio 2018, n. 3[73]: Delega al Governo in materia di sperimentazione clinica di medicinali nonché disposizioni per il riordino delle professioni sanitarie e per la dirigenza sanitaria del Ministero della salute
- DPR. 131 di istituzione professionale dell'osteopata, entrato in vigore il 14 ottobre 2021 (GU Serie Generale n.233 del 29-09-2021)[74]
- Decreto 29 novembre 2023: definizione dell’ordinamento didattico in Osteopatia (GU Serie Generale n.39 del 16-02-2024) [75]